# Джеймс Понд 3: операція «Морська зірка»
«Джеймс Понд 3: опера́ція „Морська́ зі́рка“»[джерело?] (англ. James Pond 3: Operation Starfish) — британська відеогра 1993 року у жанрі платформера, розроблена студіями Vectordean Ltd і Millennium Interactive. Гра вийшла для платформ Sega Mega Drive, Amiga, Amiga CD32, SNES і Sega Game Gear. Планувалося, що гру буде портовано для Sega Master System, але цього так і не відбулося. Також Millennium Interactive мали намір портувати гру для Atari Jaguar, видавцем цієї версії мала б бути компанія Telegames. Однак цю ідею довелося полишити, позаяк зник один з відповідальних за портування програмістів. Відеогра є третьою в оригінальній трилогії про антропоморфну рибу-спецагента Джеймса Понда — пародійного персонажа на взірець Джеймса Бонда.
Робочою назвою платформера була «Джеймс Понд 3: Хлюп Ґордон» (англ. James Pond 3: Splash Gordon; відсилання до персонажа Флеша Ґордона), одначе розробники відкинули цю ідею.

## Сюжет
Після своєї поразки у попередній частині, Доктор Мабуть виявляє, що поверхня Місяця складається з сиру високої якости і наймає пацюків для видобування сиру на власну вигоду. Спецагент Джеймс Понд, разом зі своїм новим поплічником, жабою Фініюсом, вирушають на Місяць, аби зупинити злодія.

## Гральний процес
Ігровий процес у «Джеймсі Понді 3» схожий на Super Mario World. Мапа Місяця складається з багатьох рівнів, що злучені стежинками. Рівні згуртовано у тематичні секції (серед них сирна, кастардова, морозивна та інші), які завершуються битвою з босом. Багато найменувань у грі є каламбурами. Наприклад, перший рівень у грі має назву «Едамський сад», що відсилає до легенди про Едемський сад. Особливою рисою «Джеймса Понда 3», що відрізняє його від Super Mario World, є те, що Понд, за допомогою свого спеціального взуття, здатний бігати по стінах: гральний процес деяких рівнів обертається саме навколо білдерингу. Хоч Понд більше не може подовжувати своє тіло, як було у минулій грі, він може діставатися високих точок завдяки різним ґаджетам.
Понд здатний бігати, стрибати та ударяти. Також він може використовувати низку предметів, серед яких фруктовий пістоль і динаміт. Після того, як Понд рятує свого напарника Фініюса, він стає гральним персонажем. Керувати Фініюсом можна, знайшовши іконку з його зображенням. Натиснувши на іконку знову, гравець знову керуватиме Пондом. Особливістю поплічника Понда є вміння підскакувати на пузі; також він не може використовувати ґаджети, за винятком За допомогою читкоду грати за Фініюса можна й на тих рівнях, де він мав би бути недоступним.
Аби пройти рівень, треба знайти комунікаційний маячок і знищити його. На деяких рівнях маячок не активується, поки гравець не знайде чотири різнокольорові філіжанки. Так само як у Super Mario World, багато рівнів мають приховані короткі шляхи, за допомогою яких можна швидше впоратися з проходженням. Якщо гравцеві вдалося знайти принаймні один прихований шлях, він одержує щасливе закінчення. Для того, щоб пройти відеогру повністю, треба знищити всі вентилятори доктора Мабуть, що де-не-де розкидані рівнями.

## Гаджети
- Динаміт. Динаміт займається одразу ж, коли гравець його підбирає. Після того, як ґніт догоряє, вибух знищує блоки і ворогів поруч. Також може завдати шкоди гральному персонажеві.
- Бомба. Тотожна до динаміту, але задіюється тільки після того, як гравець нею зажбурляє.
- Фруктовий пістоль. Може стріляти фруктами, що їх гравець підбирає окремо. Різні фрукти мають різні ефекти: наприклад, кекс діє як самонавідна ракета.
- Фруктовий костюм. Захищатиме гравця від, приблизно, двох атак ворогів, а також дозволяє проходити через резервуари з гарячими рідинами.
- Ікс-проміння: Дозволяє бачити приховані речі.
- Весняне взуття. Взувши весняне взуття, Понд здатний високо підстрибувати.
- Телевізор. З розбитого телевізора вилітає привид, що намагається повернутись туди назад. Поки привид не повернувся до телевізора, гравець може кілька разів підстрибнути на привиді.
- Реактивний ранець. Пристрій з ракетним дроселем, що допомагає Пондові здійматися у повітря. Баки з паливом дозволять подовжити тривалість польоту.

## Завваги
1. ↑  Гру було випущено лише для тих Amiga, що підтримували AGA[en].